# Mucho +
Mucho + es un disco de canciones lados B de Babasónicos que termina de completar la placa anterior, Mucho. Mucho + viene en un pack junto al disco original. El primer sencillo del álbum fue la canción "Formidable", que también fue parte de la banda sonora de la película argentina Paco. El 16 de mayo de 2009, en el Club Ciudad de Buenos Aires, Babasónicos presenta Mucho + ante más de 15 mil personas aproximadamente. Aunque solamente tocan "Formidable", "Todo dicho", "Para lelos", "El pozo" y el remix de "Pijamas".

## Lista de canciones
Todas las letras escritas por Adrián Dárgelos, excepto «Para Lelos» por Dárgelos y Miguel Castro.
| N.º | Título                | Música                               | Duración |  |
| 1.  | «Formidable»          | Adrián Dárgelos · Mariano Roger      | 3:27     |  |
| 2.  | «Todo dicho»          | Dárgelos · Rodríguez · Tuñón · Roger | 2:26     |  |
| 3.  | «Para Lelos»          | Adrián Dárgelos · Miguel Castro      | 2:05     |  |
| 4.  | «Mientras tanto»      | Adrián Dárgelos · Mariano Roger      | 2:49     |  |
| 5.  | «Letra chica»         | Adrián Dárgelos · Diego Rodríguez    | 2:54     |  |
| 6.  | «El pozo»             | Adrián Dárgelos · Diego Rodríguez    | 2:59     |  |
| 7.  | «Parece»              | Adrián Dárgelos · Mariano Roger      | 3:28     |  |
| 8.  | «Pijamas RMX»         | Adrián Dárgelos · Mariano Roger      | 3:39     |  |
| 9.  | «Nosotros Mezcla 2»   | Adrián Dárgelos · Mariano Roger      | 3:15     |  |
| 10. | «Yo anuncio Mezcla 2» | Adrián Dárgelos · Diego Rodríguez    | 3:20     |  |

## Personal
- Producido por Babasónicos.
- Mezclado por Phill Brown excepto "Mientras Tanto", "Parece" y "El pozo" mezclados por Gustavo Iglesias.